# 毎日新聞東京本社
毎日新聞東京本社（まいにちしんぶん とうきょうほんしゃ）とは、関東と東北・甲信越及び静岡県向けに毎日新聞を発行する毎日新聞社の地域本社である。同社の支社として、北海道札幌市に毎日新聞北海道支社を置いている。
1872年（明治5年）2月21日に創刊された『東京日日新聞』（とうきょうにちにちしんぶん）を源流とし、現存する日本の新聞社では最古の歴史を持つ。

## 歴史
- 1872年2月21日　浅草茅町にあった「日報社」が「東京日日新聞」を創刊。
- 1906年　大阪毎日新聞社が東京の「電報新聞」を買収し「毎日電報」に改題。
- 1911年　大阪毎日新聞社が日報社を買収。大阪毎日新聞社東京支店が「東京日日新聞」を承継。同時に同紙は「毎日電報」を吸収。
- 1936年12月25日　「時事新報」を合同[注 2]。
- 1943年1月1日　題字を「毎日新聞」に統一。編集機能を東京に集約統合して、正式に全国紙となる。なおこの後暫くは、題字の上に東京日日改題の文字があった。
- 1952年　共同通信社を脱退。
- 1959年　毎日新聞北海道支社（札幌市）発行開始
- 1960年4月2日　暴力団松葉会から襲撃を受ける[1]。
- 1966年　社屋を有楽町から一ツ橋（竹橋）にあるパレスサイドビルディング（毎日ビルディング東京本社所有）へ移転。
- 1977年　経営不振のため、毎日新聞社を「新旧分離」方式で再建する方針を決める。旧毎日新聞社（登記上の本社・大阪市）は「株式会社毎日」として負債整理に当たり、新聞・雑誌・書籍発行などの通常の新聞社としての業務は新たに「毎日新聞株式会社」（後に「株式会社毎日新聞社」。登記上の本社・千代田区）が行うことになり、全従業員は旧社から新社へ移籍して引継ぎ、また社屋や印刷施設なども旧社からの賃貸という形で新社がそのまま使用する形を採用した。
- 1985年　会社の負債返済がほぼ終結したとして、旧社が新社を吸収合併する形（登記上社名・株式会社毎日新聞社、登記上本社・千代田区）で再統合。
- 1987年8月30日 紙齢40,000号。
- 1991年11月5日　従来の梅の地紋を使用した題字から、青地に白文字明朝体の現在の題字に変更
- 2008年8月31日　北海道支社の夕刊を休刊。大手全国3紙の大都市圏向けセット版の地域では初めての夕刊休刊[注 3]
- 2010年4月1日　共同通信社に再加盟。また共同通信加盟地方紙との包括連携を実施。
- 2016年3月31日 この日を以て山梨県に於いての夕刊の発行を終了。
- 2021年7月4日　1日の値上げと同時に日曜版のレイアウトリニューアルを行った。通常の「青地に白文字明朝体」の題字に代わり、読売新聞のように横一列の表記、英字はその下に配置し、左右を毎日の目のシンボルで挟む形に。その右に走り書きで"Sunday"を配置。これは記者が余白に走り書きするイメージがあり、「カジュアルに平日とは違うひと時を読者に感じてほしい」という願いを込めたという。また、NEWS LINEはなくなり、左上に2項目、そのほかのメニューをいつも通りに配置している。

## 事業所

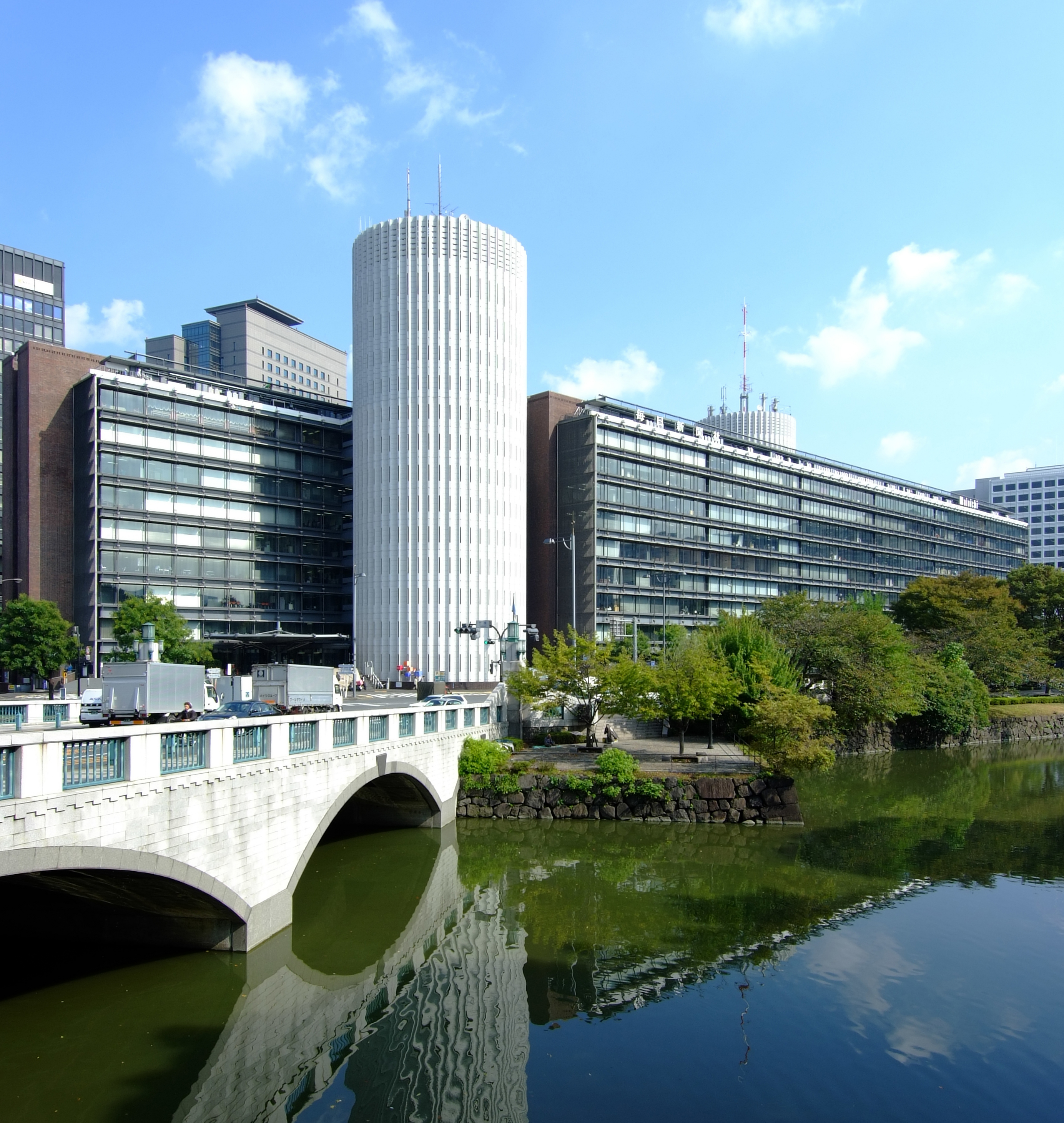
毎日新聞東京本社

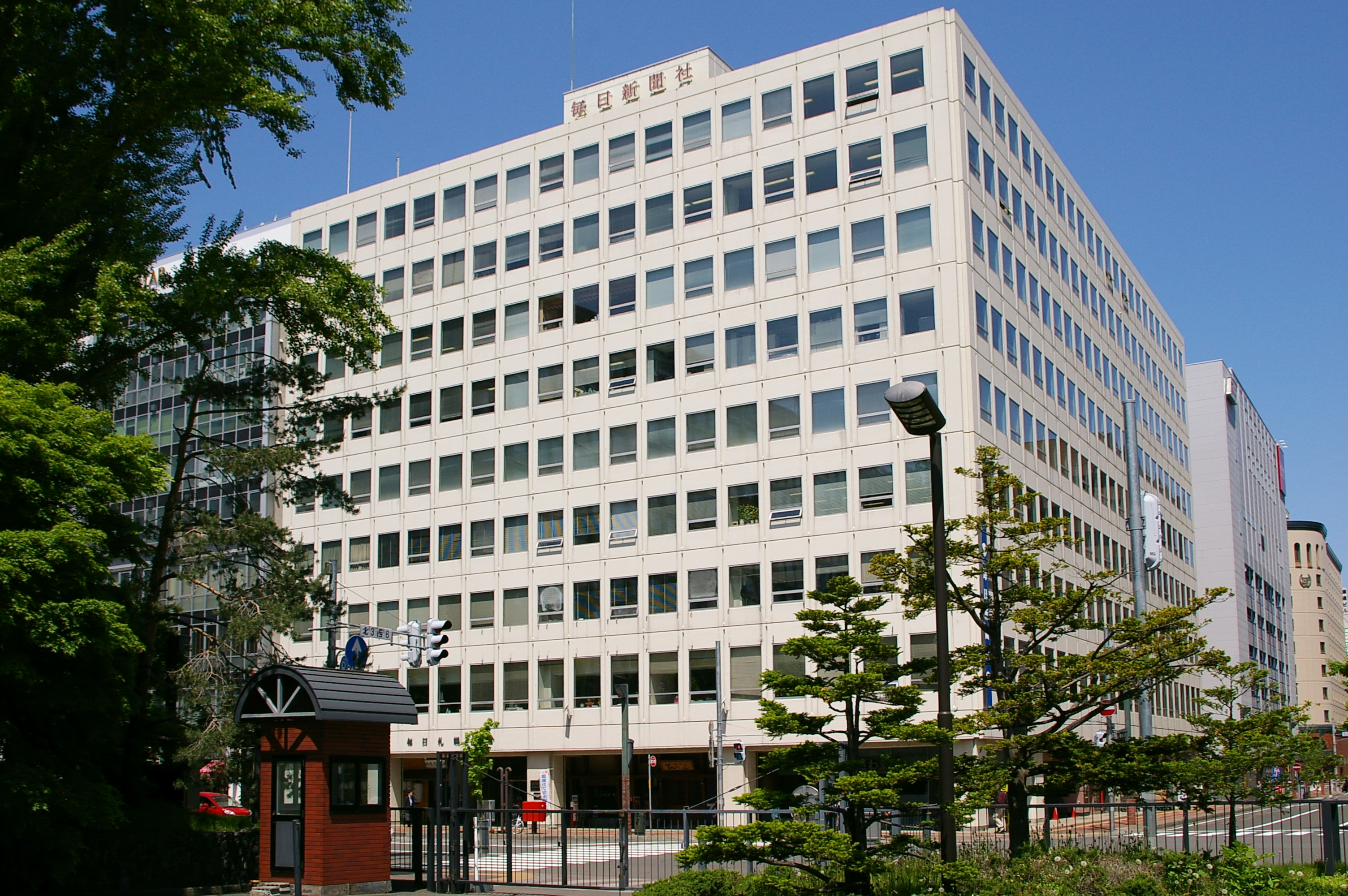
毎日新聞北海道支社

- 本社　東京都千代田区一ツ橋一丁目1-1 パレスサイドビル　〒100-8051
- 北海道支社　北海道札幌市中央区北4条西6丁目1 毎日札幌会館 〒060-8643

### 変遷
- 1872年2月21日 東京府浅草茅町一丁目24番地（創業者の一人である条野伝平宅。現在の東京都台東区柳橋一丁目13）
- 1872年3月12日 東京府日本橋元大坂町新道（現在の東京都中央区日本橋人形町一丁目の北部）
- 1873年2月25日 東京府浅草瓦町16番地（創業者の一人である西田伝助宅。現在の東京都台東区柳橋一丁目32。跡地はワコール浅草橋ビル）
- 1874年5月11日 東京府銀座二丁目3番地（現在の中央区銀座二丁目6）
- 1876年12月31日 東京府尾張町一丁目1番地（現在の中央区銀座五丁目1、EXITMELSA所在地）
  - 1878年11月2日 東京府京橋区尾張町一丁目1番地（区制施行。上記と同一住所）
  - 1889年5月1日 東京府東京市京橋区尾張町一丁目1番地（市制施行。上記と同一住所）
- 1909年3月31日 東京府東京市麹町区有楽町一丁目2番地（現在の新有楽町ビルヂング所在地）
  - 1943年7月1日 東京都麹町区有楽町一丁目2番地（都制施行。上記と同一住所）
  - 1947年3月15日 東京都千代田区有楽町一丁目2番地（上記と同一住所）
- 1966年9月23日 東京都千代田区竹平町1番地 - パレスサイドビルディング完成に伴い、現在地に移転。
  - 1970年1月1日 東京都千代田区一ツ橋一丁目1番1号 - 住居表示実施のため町名変更。

## 印刷所

### 東日印刷
- 東日印刷本社工場（東京都江東区越中島）
- 東日印刷川崎工場（神奈川県川崎市川崎区）

### 毎日新聞首都圏センター
- 埼玉県川口市
- 神奈川県海老名市
- 福島県福島市

### その他
- 毎日新聞北関東コア（群馬県高崎市）
- 東日オフセット（青森県青森市）
- 毎日新聞北海道センター（北海道北広島市）
- 中日新聞社本部・本社工場（愛知県名古屋市中区）※委託印刷。中部本社管轄。静岡県西部向けの夕刊を印刷

2012年11月に中日新聞社と委託印刷提携を結び、中部本社管轄の新聞（スポーツニッポンを含む）はすべて中日新聞本部の工場からおこなわれるようになった。それまでは毎日新聞名古屋センター（愛知県名古屋市中区）で実施された。

## 発行対象地域
- 東京本社の直轄地区　東北地方、関東地方、山梨県、静岡県、長野県、新潟県
- 北海道支社管轄地区　北海道

## 夕刊発行（セット版）地域
- 関東地方一円と静岡県、（離島、山間部一部は除く）にてセット版を発行。それ以外は統合版（朝刊のみ）
  - なお静岡版の夕刊のうち、浜松市など西部地区の版は中部本社が中日新聞社本部に委託し、同本部の工場で印刷している。それ以外の地域の夕刊、及び全県向け朝刊は海老名市の「首都圏センター」工場で印刷している。他に三重県の一部を除く東海3県向けの中部本社版の新聞の紙面製作も東京本社（印刷は中日新聞社本部の印刷工場）で行っている。
  - かつては山梨県でも夕刊が発行されていたが、部数の低迷やライフスタイルの変化などにより2016年3月31日を最後に同県に於いての夕刊の発行を朝日新聞とともに休止した。なお毎日新聞では、同県にて朝夕刊で引き続き定期購読する家庭では、翌朝の朝刊と一緒に配達される。

## 番組表の収録局
（2023年12月現在）
- 2011年7月24日の地上デジタル放送完全移行に伴い、前日（7月23日）付まではアナログ放送の開局順だったが、当日（7月24日）付より、地デジのリモコンキーID順に変更された。このため、フジテレビ、テレビ朝日、テレビ東京の番組表掲載位置が変更された。同様に産経新聞東京本社版も、同じ日に同様の刷新し現在に至っている。

### 朝刊
南関東〔東京都、埼玉県、千葉県、神奈川県〕版
- 最終面
  - フルサイズ：NHKテレビ、NHK Eテレ、日本テレビ、テレビ朝日、TBSテレビ、テレ東、フジテレビ

- 中面（第2テレビ・ラジオ）
  - 地上波ハーフサイズ：TOKYO MX1・2、tvk、チバテレ、テレ玉、群馬テレビ、とちぎテレビ
  - FMラジオハーフサイズ：NHK FM、TOKYO FM、J-WAVE、FMヨコハマ、BAYFM、NACK5、FM GUNMA、FM FUJI、RADIO BERRY、InterFM
  - AMラジオハーフサイズ：NHK第1、NHK第2、TBSラジオ、文化放送、ニッポン放送、ラジオ日本

北関東〔群馬県、栃木県、茨城県〕版
- 最終面
  - フルサイズ：全て南関東版と同一
- 中面（第2テレビ・ラジオ）
  - 地上波ハーフサイズ：とちぎテレビ、テレ玉、群馬テレビ、TOKYO MX1・2、チバテレ
  - FMラジオハーフサイズ：NHK FM、TOKYO FM、J-WAVE、RADIO BERRY、FM GUNMA、NACK5、BAYFM、InterFM
  - AMラジオハーフサイズ：NHK第1、NHK第2、LuckyFM、栃木放送、TBSラジオ、文化放送、ニッポン放送、ラジオ日本
  - AMクォーターサイズ：深夜放送（TBS、文化、ニッポン、ラジオ日本）

青森版
- 最終面
  - フルサイズ：NHK総合、NHK Eテレ、青森放送テレビ、青森朝日放送、青森テレビ、岩手めんこいテレビ
  - 地上波1/3サイズ：テレビ岩手、IBCテレビ、秋田放送テレビ

秋田版
- 最終面
  - フルサイズ：NHK総合、NHK Eテレ、秋田放送テレビ、秋田朝日放送、秋田テレビ、IBCテレビ
  - 地上波1/3サイズ：山形放送テレビ
  - 地上波クォーターサイズ：ミヤギテレビ、山形テレビ、テレビユー山形
- 中面（第2テレビ・ラジオ）※秋田・岩手版
  - 地上波ハーフサイズ：青森放送テレビ、tbcテレビ、青森テレビ、仙台放送
  - FMラジオハーフサイズ：NHK FM、エフエム岩手、エフエム秋田、エフエム青森、Date FM、エフエム山形
  - AMラジオハーフサイズ：NHK第1、NHK第2、IBCラジオ、秋田放送、青森放送、tbcラジオ、山形放送、TBSラジオ、文化放送、ニッポン放送
  - AMクォーターサイズ：AFN、深夜放送（TBS、文化、ニッポン、ラジオ日本）

宮城版
- 最終面
  - フルサイズ：NHK総合、NHK Eテレ、tbcテレビ、ミヤギテレビ、東日本放送、仙台放送
  - 地上波ハーフサイズ：IBCテレビ
  - 地上波クォーターサイズ：福島中央テレビ、山形テレビ、テレビユー福島
- 中面（第2テレビ・ラジオ）※宮城・山形・福島版
  - 地上波ハーフサイズ：BSN新潟放送
  - 地上波クォーターサイズ：日本テレビ、テレビ朝日、TBSテレビ、テレ東、フジテレビ
  - FMラジオハーフサイズ：NHK FM、Date FM、ふくしまFM、エフエム山形、 FM新潟、エフエム秋田
  - AMラジオハーフサイズ：NHK第1、NHK第2、山形放送、tbcラジオ、ラジオ福島、秋田放送、新潟放送、TBSラジオ、文化放送、ニッポン放送
  - AMクォーターサイズ：深夜放送（TBS、文化、ニッポン、ラジオ日本）

福島版
- 最終面
  - フルサイズ：NHKテレビ、NHK Eテレ、福島中央テレビ、福島放送、テレビユー福島、福島テレビ
  - 地上波ハーフサイズ：東日本放送
  - 地上波クォーターサイズ：tbcテレビ、ミヤギテレビ、仙台放送
- 中面（第2テレビ・ラジオ）
  - 全て宮城版と同一（宮城・山形・福島版）

山梨版
- 最終面
  - フルサイズ：NHKテレビ、NHK Eテレ、YBSテレビ、テレビ朝日、テレビ山梨、フジテレビ
  - 地上波1/3サイズ：テレ東
  - 地上波クォーターサイズ：CATV富士五湖、NNS甲府、tvk
- 中面（第2テレビ・ラジオ）
  - 地上波ハーフサイズ：テレビ信州、日本テレビ、テレビ朝日、TBSテレビ、フジテレビ（理由は不明だが、テレビ朝日とフジテレビが最終面と中面に重複して掲載されている）
  - FMラジオハーフサイズ：NHK FM、FM FUJI、TOKYO FM、J-WAVE、FMヨコハマ、K-MIX
  - AMラジオハーフサイズ：NHK第1、NHK第2、YBSラジオ、TBSラジオ、文化放送、ニッポン放送、ラジオ日本、信越放送、CBCラジオ、TOKAI RADIO

長野版
- 最終面
  - フルサイズ：NHKテレビ、NHK Eテレ、テレビ信州、長野朝日放送、信越放送テレビ、長野放送テレビ
  - 地上波1/3サイズ：東海テレビ、CBCテレビ、BSN新潟放送
- 中面（第2テレビ・ラジオ）※新潟・長野版
  - 地上波クォーターサイズ：日本テレビ、テレビ朝日、TBSテレビ、テレ東、フジテレビ、中京テレビ、メ〜テレ
  - FMラジオハーフサイズ：NHK FM、 FM新潟、FMとやま、FM長野、TOKYO FM、 FM FUJI、FM GUNMA
  - AMラジオハーフサイズ：NHK第1、NHK第2、信越放送、新潟放送、YBSラジオ、山形放送、ぎふチャン、TBSラジオ、文化放送、ニッポン放送
  - AMラジオ極小サイズ：深夜放送（TBS、文化、ニッポン、ラジオ日本）

新潟版
- 最終面
  - フルサイズ：NHKテレビ、NHK Eテレ、TeNYテレビ新潟、UX新潟テレビ21、BSN新潟放送、NST新潟総合テレビ
  - 地上波1/3サイズ：テレビ信州、信越放送テレビ、長野放送テレビ
- 中面（第2テレビ・ラジオ）
  - 全て長野版と同一（新潟・長野版）

静岡版
- 最終面
  - フルサイズ：NHKテレビ、NHK Eテレ、Daiichi-TV、静岡朝日テレビ、SBS、テレしず
  - 地上波1/3サイズ：テレ東
  - 地上波クォーターサイズ：日本テレビ、テレビ朝日、TBSテレビ、フジテレビ
- 中面（第2テレビ・ラジオ）
  - 地上波ハーフサイズ：東海テレビ、CBCテレビ、メ～テレ、tvk
  - 地上波クォーターサイズ：中京テレビ、テレビ愛知
  - AMラジオハーフサイズ：NHK第1、NHK第2、SBSラジオ、CBCラジオ、TOKAI RADIO、ぎふチャン、ラジオ日本
  - AMラジオクォーターサイズ：TBSラジオ、文化放送、ニッポン放送
  - FMラジオハーフサイズ：NHK-FM、TOKYO FM、K-MIX、FM AICHI、ZIP-FM、FM三重、FM FUJI

各版共通
- 最終面
  - ハーフサイズ：NHK BS、NHK BSP4K
  - クォーターサイズ：NHK BS8K、WOWOW プライム、BS10、BS11 イレブン、BS12トゥエルビ、J:COM BS（以上NHK BS (2K放送) の下）、BS日テレ、BS朝日、BS-TBS、BSテレ東、BSフジ（以上地上波キー局の下にチャンネル番号順）
- 中面（第2テレビ・ラジオ）
  - 地上波極小サイズ：NHK Eテレサブチャンネル
  - BSハーフサイズ：WOWOW ライブ、WOWOW シネマ、J SPORTS1・2、BS10スターチャンネル、BS釣りビジョン、日本映画専門、BSよしもと、放送大学テレビ、放送大学BSラジオ
  - BSクォーターサイズ：WOWOWプラス、グリーンチャンネル、J SPORTS3・4
  - CSハーフサイズ：時代劇専門、GAORA SPORTS、TBSチャンネル1・2
  - CSクォーターサイズ：TBS NEWS
  - AMラジオ極小サイズ：AFN
  - 短波ラジオクォーターサイズ：ラジオNIKKEI

### 夕刊
- 最終面
  - フルサイズ：NHKテレビ、NHK Eテレ、日本テレビ、テレビ朝日、TBSテレビ、テレ東、フジテレビ
  - クォーターサイズ：NHK BS、NHK BSP4K、BS-TBS、WOWOWプライム、TOKYO MX1（2は非掲載）
  - 極小サイズ：放送大学テレビ、おすすめ4K
- 中面（第2テレビ・ラジオ）
  - 地上波クォーターサイズ：tvk
  - 地上波極小サイズ：チバテレ、テレ玉、群馬テレビ、とちぎテレビ
  - BSクォーターサイズ：BS日テレ、BS朝日、BSテレ東、BSフジ、WOWOWライブ、同シネマ、スターチャンネル、BS11 イレブン、BS12トゥエルビ
  - ラジオクォーターサイズ：NHK FM、TOKYO FM
  - ラジオクォーターサイズ（テレビやNHK FMなどより小さめ）：NHK第1、NHK第2、TBSラジオ、文化放送、ニッポン放送、ラジオ日本、LuckyFM、栃木放送
  - ラジオ極小サイズ：J-WAVE、FMヨコハマ、NACK5、BAYFM、FM GUNMA、FM FUJI、K-mix、RADIO BERRY、深夜放送（TBS、文化、ニッポン、ラジオ日本）、ラジオNIKKEI

### 週間番組表
毎週土曜日、翌日日曜日から翌週土曜日までの番組表を掲載。
首都圏版
- A面
  - クォーターサイズ：BS日テレ、BS朝日、BS-TBS、BSテレ東、BSフジ、WOWOWライブ、WOWOWシネマ、BS11 イレブン、BS12 トゥエルビ、BS松竹東急、BSJapanext
- B、C面
  - ハーフサイズ：NHKテレビ、NHK Eテレ、日本テレビ、テレビ朝日、TBSテレビ、テレ東、フジテレビ、NHK BS、NHK BSP4K、放送大学テレビ
  - ハーフサイズ（C面最下段、⚪︎月⚪︎日（土）の番組表の下に1週間分をまとめて掲載）：WOWOWプライム